# Karlovec

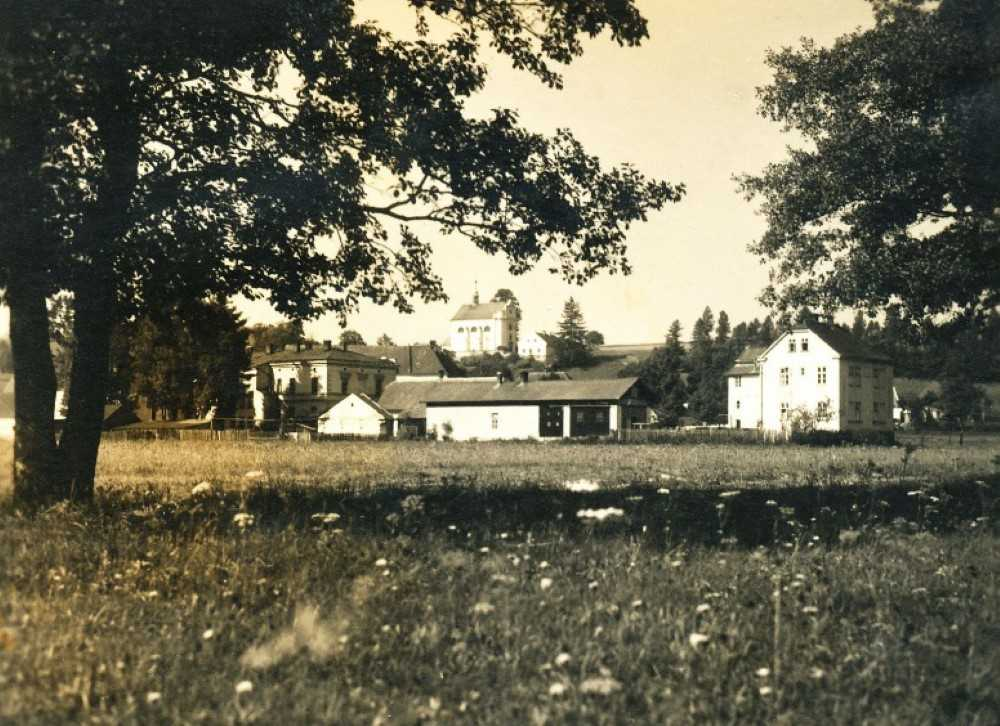
Zástavba Karlovce před zatopením

Karlovec (německy Karlsberg, polsky Karłowiec) je zaniklá vesnice a bývalá obec, rozkládající se po obou stranách historické zemské hranice Moravy a Slezska. V 90. letech 20. století musela obec ustoupit výstavbě vodní nádrže Slezská Harta. Dnes, s výjimkou zdejšího kostela a přilehlé fary, leží na dně této přehradní nádrže. Zároveň tvoří katastrální území a část města Bruntál.

## Historický přehled
Karlovec byl založen na konci 16. století tehdejším majitelem panství Šternberského, Karlem II. Minsterberským. Vesnice svůj název pravděpodobně získala právě podle tohoto knížete. Původně se jednalo o ves hromadného typu, jádro obce tvořil shluk domů kolem renesančního zámku, který byl v pozdějších letech barokně přestavěn. Po druhé světové válce opustila Karlovec většina zdejších německých obyvatel. Později v 50. letech byla vesnice opět dosídlena. Původně čistě moravský katastr Karlovce byl v roce 1954 rozšířen o kolonie slezských obcí Mezina a Razová, čímž získal své dnešní hranice a od té doby zasahuje Karlovec do Slezska. 

## Stavba přehrady
O vybudování přehrady v údolí řeky Moravice, se začalo uvažovat již v 60. letech 20. století. Z tohoto důvodu byla v obci zavedena stavební uzávěra, která neumožňovala stavět nové domy nebo výrazněji opravovat ty původní. Na počátku 90. let byla zástavba Karlovce včetně připojeného slezského území zbourána. V letech 1996-1998 bylo údolí zatopeno vodní nádrží Slezská Harta. Z původního Karlovce zůstal zachován pouze kostel svatého Jana Nepomuckého s přilehlým hřbitovem a farou. Kostel, který byl postaven na kopci nad vesnicí, se nyní nachází na břehu přehradního jezera, nad zatopeným zbytkem vesnice.

## Vývoj počtu obyvatel
Počet obyvatel Karlovce podle sčítání nebo jiných úředních záznamů:
| Rok            | 1869 | 1880 | 1890 | 1900 | 1910 | 1921 | 1930 | 1950 | 1961 | 1970 | 1980 | 1991 | 2001 |
| -------------- | ---- | ---- | ---- | ---- | ---- | ---- | ---- | ---- | ---- | ---- | ---- | ---- | ---- |
| Počet obyvatel | 605  | 502  | 515  | 478  | 519  | 520  | 358  | 190  | 333  | 307  | 255  | 61   | 1    |

1. ↑  z toho: 7 Čechoslováků, 348 Němců; 345 řím. kat., 13 evang.

V Karlovci je evidována 1 adresa s číslem popisným (trvalý objekt). Při sčítání lidu roku 2001 zde byl napočten 1 dům, trvale obydlený.